# Медведева, Анастасия Павловна
Анастасия Павловна Медведева (до 2021 — Бехтерева; род. 20 августа 1998 года, Набережные Челны, Татарстан) — российская волейболистка, центральная блокирующая.

## Биография
Родилась 20 августа 1998 года в Набережных Челнах. В 1999 году вместе с семьёй переехала в Альметьевск, где в дальнейшем начала заниматься волейболом. В 2014 году была принята в казанское Училище олимпийского резерва. На протяжении четырёх сезонов играла за молодёжную команду ВК «Динамо-Казань», с которой четырежды становилась призёром Молодёжной лиги чемпионата России.
7 марта 2015 года дебютировала в суперлиге чемпионата России в составе «Динамо-Казань». До 2018 года периодически попадала в заявку основной команды и суммарно приняла участие в 5 играх, в которых набрала 11 очков.
В 2018—2020 годах выступала за команду «Липецк» в высшей лиге «А».
В июне 2020 года подписала контракт с клубом «Протон».
В декабре 2021 года перешла в черногорский клуб «Херцег-Нови», за который выступала на протяжении двух сезонов.
В июне 2023 года подписала контракт с ВК «Омичка» (Омск).

### Клубная карьера
- 2014—2018 —  «Динамо-Казань-УОР» (Казань);
- 2015—2018 —  «Динамо-Казань» (Казань);
- 2018—2020 —  «Липецк» (Липецк);
- 2020—2021 —  «Протон» (Саратов);
- 2021—2023 —  «Херцег-Нови» (Херцег-Нови);
- 2023—2024 —  «Омичка» (Омск);
- с 2024 —  «Динамо» (Владивосток).

## Достижения
- Чемпионка (2017), серебряный (2018) и бронзовый (2015 и 2016) призёр молодёжной лиги чемпионата России.
- Победитель чемпионата России 2020 среди команд высшей лиги «А».
- Чемпионка Черногории 2023.
- Победитель розыгрыша Кубка Черногории 2023.